# Motojirō Kajii
Motojirō Kajii (梶井 基次郎 Kajii Motojirō?,  Nishi, Osaka, Japón, 17 de febrero de 1901 - Abeno-ku, Osaka, 24 de marzo de 1932) fue un escritor y poeta japonés activo durante los comienzos de la era Shōwa, conocido por sus cuentos poéticos e historias cortas. Kajii fue el autor de varias obras maestras como Remon (檸檬 Limón?), Shiro no Aru Machi Nite (城のある町にて En un pueblo del castillo?), Fuyu no Hi (冬の日 Días de invierno?) y Sakura no Ki no Shita ni wa (櫻の樹の下には Debajo de los cerezos?). Sus poesía fue elogiada por otros escritores de renombre, tales como Yasunari Kawabata y Yukio Mishima. En la actualidad, sus obras son admiradas por su autoobservación y poder descriptivo.

## Biografía

### Primeros años
Kaijii nació el 17 de febrero de 1901 en el distrito de Nishi, Osaka, como el tercer hijo de Sōtarō Shinzoku y Hisa Kaijii. Tuvo una hermana mayor, Fuji, un hermano mayor, Ken'ichi, y tres hermanos menores; Yoshio, Isamu y Ryōkichi. Su padre, quien murió a una edad temprana, trabajó en el Centro de Transporte Yasuda de una empresa comercial y estuvo a cargo del transporte de municiones. Kaijii asistió a la escuela primaria en Tokio de 1910 a 1911, luego se trasladaría a la escuela secundaria en Toba de 1911 a 1913 y finalmente a la Osaka Prefectural Kitano High School de 1914 a 1919. En septiembre de 1919, Kajii ingresó en la que hoy en día se conoce como la universidad de Kioto (en aquel entonces una escuela secundaria). En 1920, mientras estudiaba allí, fue diagnosticado con tuberculosis pulmonar.

### Carrera temprana
En 1924, Kajii ingresó en la universidad de Tokio, donde estudió literatura inglesa. Al poco tiempo, planeó publicar una revista de cotización literaria llamada Aozora (青空), junto con sus amigos de la escuela secundaria. En 1925, Remon fue publicada en el primer número de la revista.
Después de renunciar a su graduación, Kajii se hospedó en el Onsen Yugasima ubicado en la península de Izu entre 1927 y 1928, con la esperanza de recuperarse. Durante ese tiempo, visitó al escritor Yasunari Kawabata, de quien se hizo amigo. Los dos escritores jugaban go varias veces a la semana.
Después de que Aozora dejara de publicarse en 1927, las obras de Kajii aparecieron en Bungei Toshi, otra revista literaria.

### Carrera posterior y últimos años
En septiembre de 1928, Kajii regresó a Osaka, donde pasó un período de convalecencia en su hogar. Sintiendo su muerte cerca, amigos cercanos como el poeta Tatsuji Miyoshi y Ryūzō Yodono decidieron publicar su primer libro, una colección de sus cuentos cortos titulada Lemon en 1931. En 1932, Kaiji escribió su primera novela, Nonki na Kanja (のんきな患者), que fue publicada en la revista Chūōkōron, que había encargado el trabajo, siendo la primera obra de Kajii en una revista comercial. El 24 de marzo de 1932, Kajii murió de tuberculosis a los 31 años de edad.
A pesar del limitado trabajo que creó durante su corta vida, Kajii es considerado uno de los mejores escritores de Japón. Remon es un ejemplar básico de los libros de texto de literatura. De acuerdo con un informe del periódico Asahi Shimbun, muchos estudiantes de secundaria han emulado el acto desafiante del protagonista del cuento de dejar un limón en la sección de libros de Maruzen, una cadena de tiendas departamentales. La línea de apertura de Sakura no ki no shita ni wa (¡Los cadáveres están enterrados bajo los cerezos!) se cita popularmente en referencia al hanami, la costumbre japonesa de ver las flores de cerezo.

## Obras

### Historias cortas
- Keikichi (奎吉?) - mayo de 1923
- Mujun no yōna shinjitsu (矛盾の様な真実?) - julio de 1923
- Remon (檸檬?) – enero de 1925
- Shiro no aru machi nite (城のある町にて?) - febrero de 1925
- Deinei (泥濘?) - julio de 1925
- Rojō (路上?) - octubre de 1925
- Tochi no hana (橡の花?) - noviembre de 1925
- Kako (過古?) - enero de 1926
- Setsugo (雪後?) - junio de 1926
- Kawabata Yasunari Dai-yon tanpen-shu "Shinjū" wo shudai to seru barieishon (川端康成第四短篇集?) - julio de 1926
- Aru kokoro no fūkei (ある心の風景?) - agosto de 1926
- K no shōten – aruiwa K no dekishi (Kの昇天 – 或はKの溺死?) - octubre de 1926
- Fuyu no Hi (冬の日]]?) - febrero, abril de 1927
- Sōkyū (蒼穹?) - marzo de 1928
- Kakei no Hanashi (筧の話?) – abril de 1928
- Kigakuteki-genkaku (器樂的幻覺?) – mayo de 1928
- Fuyu no Hae (冬の蠅?) – mayo de 1928
- Aru gake-ue no kanjō (ある崖上の感情?) – julio de 1928
- Sakura no ki no shita ni wa (櫻の樹の下には?) – diciembre de 1928
- Aibu (愛撫?) – junio de 1930
- Yami no emaki (闇の繪巻?) – septiembre de 1930
- Kōbi (交尾?) – enero de 1931
- Nonnki na kanja (のんきな患者?) – enero de 1932, novela